# Leucophenga
Leucophenga este un gen de muște din familia Drosophilidae.

## Specii[1]
- Leucophenga abbreviata
- Leucophenga acutipennis
- Leucophenga acutipollinosa
- Leucophenga africana
- Leucophenga albiceps
- Leucophenga albifascia
- Leucophenga albofasciata
- Leucophenga ambigua
- Leucophenga angulata
- Leucophenga angusta
- Leucophenga apicifera
- Leucophenga argentata
- Leucophenga argenteiventris
- Leucophenga argenteofasciata
- Leucophenga argentina
- Leucophenga atra
- Leucophenga atrinervis
- Leucophenga atriventris
- Leucophenga bakeri
- Leucophenga basilaris
- Leucophenga bella
- Leucophenga bellula
- Leucophenga bezzii
- Leucophenga bifasciata
- Leucophenga bimaculata
- Leucophenga bistriata
- Leucophenga bivirgata
- Leucophenga boninensis
- Leucophenga brazilensis
- Leucophenga brunneipennis
- Leucophenga burlai
- Leucophenga buxtoni
- Leucophenga caliginosa
- Leucophenga candida
- Leucophenga capillata
- Leucophenga chaco
- Leucophenga champawatensis
- Leucophenga cincta
- Leucophenga clubiata
- Leucophenga concilia
- Leucophenga confluens
- Leucophenga cooperensis
- Leucophenga costata
- Leucophenga cuneata
- Leucophenga curvipila
- Leucophenga cuthbertsoni
- Leucophenga cyanorosa
- Leucophenga decaryi
- Leucophenga denigrata
- Leucophenga dentata
- Leucophenga digmasoma
- Leucophenga dilatata
- Leucophenga disjuncta
- Leucophenga domanda
- Leucophenga dudai
- Leucophenga edwardsi
- Leucophenga elegans
- Leucophenga fenchihuensis
- Leucophenga fenestrata
- Leucophenga ferrari
- Leucophenga flavicosta
- Leucophenga flaviseta
- Leucophenga flavohalterata
- Leucophenga flavopuncta
- Leucophenga formosa
- Leucophenga frontalis
- Leucophenga fuscipennis
- Leucophenga fuscorbitata
- Leucophenga gibbosa
- Leucophenga goodi
- Leucophenga grossipalpis
- Leucophenga guro
- Leucophenga guttata
- Leucophenga hasemani
- Leucophenga helvetica
- Leucophenga horea
- Leucophenga hungarica
- Leucophenga imminuta
- Leucophenga incurvata
- Leucophenga insulana
- Leucophenga interrupta
- Leucophenga iriomotensis
- Leucophenga isaka
- Leucophenga ivontaka
- Leucophenga jacobsoni
- Leucophenga janicae
- Leucophenga japonica
- Leucophenga kilembensis
- Leucophenga kurahashii
- Leucophenga lacteusa
- Leucophenga latevittata
- Leucophenga latifrons
- Leucophenga limbipennis
- Leucophenga londti
- Leucophenga lubrica
- Leucophenga lynettae
- Leucophenga maculata
- Leucophenga maculosa
- Leucophenga magnipalpis
- Leucophenga magnornata
- Leucophenga malgachensis
- Leucophenga mananara
- Leucophenga mansura
- Leucophenga meijerei
- Leucophenga melanogaster
- Leucophenga meredithiana
- Leucophenga montana
- Leucophenga muden
- Leucophenga multipunctata
- Leucophenga munroi
- Leucophenga mutabilis
- Leucophenga neoangusta
- Leucophenga neolacteusa
- Leucophenga neopalpalis
- Leucophenga neovaria
- Leucophenga neovittata
- Leucophenga nigriceps
- Leucophenga nigrinervis
- Leucophenga nigripalpalis
- Leucophenga nigripalpis
- Leucophenga nigrorbitata
- Leucophenga nigroscutellata
- Leucophenga obscura
- Leucophenga obscuripennis
- Leucophenga oedipus
- Leucophenga okhalkandensis
- Leucophenga orientalis
- Leucophenga ornata
- Leucophenga ornativentris
- Leucophenga pacifica
- Leucophenga palpalis
- Leucophenga paludicola
- Leucophenga papuana
- Leucophenga paracapillata
- Leucophenga paracuthbertsoni
- Leucophenga paraflaviseta
- Leucophenga patternella
- Leucophenga pectinata
- Leucophenga pentapunctata
- Leucophenga perargentata
- Leucophenga pleurovirgata
- Leucophenga poeciliventris
- Leucophenga ponapensis
- Leucophenga proxima
- Leucophenga pulcherrima
- Leucophenga pulchra
- Leucophenga quadripunctata
- Leucophenga quinquemaculata
- Leucophenga quinquemaculipennis
- Leucophenga ranohira
- Leucophenga rectinervis
- Leucophenga regina
- Leucophenga repletoides
- Leucophenga rimbickana
- Leucophenga rudis
- Leucophenga saigusai
- Leucophenga salatigae
- Leucophenga samoaensis
- Leucophenga scaevolaevora
- Leucophenga schnuseana
- Leucophenga sculpta
- Leucophenga scutellata
- Leucophenga sema
- Leucophenga semicapillata
- Leucophenga sericea
- Leucophenga serrata
- Leucophenga setipalpis
- Leucophenga shillongensis
- Leucophenga sierraleonica
- Leucophenga sordida
- Leucophenga sorii
- Leucophenga spilossoma
- Leucophenga spinifera
- Leucophenga stackelbergi
- Leucophenga stenomaculipennis
- Leucophenga stigma
- Leucophenga striata
- Leucophenga striatipennis
- Leucophenga stuckenbergi
- Leucophenga subacutipennis
- Leucophenga subpollinosa
- Leucophenga subvirgata
- Leucophenga subvittata
- Leucophenga taiwanensis
- Leucophenga tenebrosa
- Leucophenga tenuipalpis
- Leucophenga todai
- Leucophenga tripunctipennis
- Leucophenga trisphenata
- Leucophenga trispina
- Leucophenga tritaeniata
- Leucophenga trivittata
- Leucophenga umbratula
- Leucophenga umbrosa
- Leucophenga undulata
- Leucophenga unifasciventris
- Leucophenga varia
- Leucophenga varinervis
- Leucophenga wauensis
- Leucophenga violae
- Leucophenga xanthobasis
- Leucophenga zebra